# Antoni Baiges
Antoni Baiges Miralles (Reus, 15 de juny de 1796 - Barcelona, 4 de setembre de 1843) va ser un militar liberal.
Ingressà a l'exèrcit el 1811 al cos de Guàrdia de Corps. Partidari de la constitució durant el trienni liberal (1820-1823), al capdavant de la columna mòbil de la Milícia s'enfrontà en nombroses ocasions a les tropes reialistes i aconseguí el grau de coronel d'infanteria. El 1820 formava part d'una "Tertúlia Patriòtica" que es reunia al Teatre de les Comèdies de Reus, amb Pere Sardà i Cailà, el sacerdot Prudenci Marcó, els metges Pere Mata i Ripollès i Cristòfor Montblanch, el farmacèutic Pere Joan Nadal, el jutge Paulino de los Arcos i el militar Juan van Halen. Al final del Trienni va ser desterrat a Menorca, d'on escapà per dirigir-se a Gibraltar, i d'allí marxà a l'Havana. El 1826 forma part del "Centro Universal de Actividades patrióticas" a Londres, i el 1830, amb Francesc Milans del Bosch, era membre de la Junta Directiva de Catalunya. Sorprenentment, a l'inici de la Primera Guerra Carlina el 1833 formà part de la "Junta Realista de Tolosa", i es va presentar a Zumalacárregui per participar amb les seves tropes en la guerra civil del nord. Al final es retirà a França. El tornem a trobar a Catalunya el 1843, quan va ser regidor a l'ajuntament de Reus. Ajudà la junta governativa central que s'oposava al govern moderat instal·lat a Madrid; el representant d'aquest a Barcelona era el brigadier Joan Prim, també reusenc, nomenat governador militar de la plaça. En esclatar el “moviment centralista” contra el govern de Madrid, fou nomenat president de la Junta Suprema Provisional de la província de Barcelona i cap militar de l'aixecament. Un relat de combatents veterans explica que Baiges, a l'antiga usança, va desafiar Prim a un combat singular per a resoldre les diferències polítiques que els separaven, però el brigadier Prim no va acceptar. Baiges, al davant dels seus, en una fase de lluita aferrissada, volia apoderar-se de la Ciutadella, i un projectil d'artilleria el va matar a la muralla de Mar. El seu cadàver va ser exposat al Saló de sant Jordi del Palau de la Generalitat de Catalunya durant tres dies i, com diu el periodista reusenc Francesc Gras i Elies, "con él perdió la insurrección su principal caudillo y no tardó en ser vencida por las tropas del gobierno".